# レギュラス (競走馬)
レギュラス（Regulus、1739年 - 1765年）は、18世紀中ごろに活躍したイギリスの競走馬・種牡馬。馬名はしし座の1等星レグルスに由来する。

## 経歴
同時代最強を誇り、1745年にはロイヤルプレートを8個も獲得した。種牡馬としても成功し、1754-1757,1761,1763,1765,1766年の計8回イギリスチャンピオンサイアーとなった。産駒にはMorwick Ball、Prophet、Brutus、Chesnut Ranger、Jalap、Turk、South、アメリカに渡ったFearnoughtらがいるが、父系は発展せず4、5代で途絶えてしまった。母の父としてはエクリプス、母母父としてはハイフライヤーを出しており、その他多くの基礎繁殖牝馬を残している。26歳のときにLow Garterlyで死亡した。父ゴドルフィンアラビアンの生涯を綴った『名馬風の王』にも登場する。

## 主な産駒
- スピレッタ (Spilletta) エクリプスの母
- フェアノート (Fearnought) アメリカで種牡馬として成功
- アドルファス (Adolphus) 1750年代末から1760年代初頭にかけキングズプレートなどに勝利
- アスカム (Ascham) 1000ギニーのマッチでヘロドを破る、ほか2000ギニーのマッチレースなど
- カーレス (Careless) 1755年から1761年にかけキングズプレート7勝
- ヤラッパ (Jalap) ハンター種牡馬として成功
- カトー (Cato)
- ドージュ (Doge)
- ターク (Turk)
- サウス (South)

## 血統表
| レギュラスの血統（ゴドルフィンアラビアン系） | レギュラスの血統（ゴドルフィンアラビアン系） | レギュラスの血統（ゴドルフィンアラビアン系） | （血統表の出典） | （血統表の出典） |
| 父 Godolphin Arabian 1724 黒鹿毛             | 父の父不明                                   | 不明                                         | 不明             | 不明             |
| 父 Godolphin Arabian 1724 黒鹿毛             | 父の父不明                                   | 不明                                         | 不明             |                  |
| 父 Godolphin Arabian 1724 黒鹿毛             | 父の父不明                                   | 不明                                         | 不明             | 不明             |
| 父 Godolphin Arabian 1724 黒鹿毛             | 父の父不明                                   | 不明                                         | 不明             |                  |
| 父 Godolphin Arabian 1724 黒鹿毛             | 父の母不明                                   | 不明                                         | 不明             | 不明             |
| 父 Godolphin Arabian 1724 黒鹿毛             | 父の母不明                                   | 不明                                         | 不明             |                  |
| 父 Godolphin Arabian 1724 黒鹿毛             | 父の母不明                                   | 不明                                         | 不明             | 不明             |
| 父 Godolphin Arabian 1724 黒鹿毛             | 父の母不明                                   | 不明                                         | 不明             |                  |
| 母 Grey Robinson 1723 芦毛                   | 母の父Bald Galloway 1705 芦毛                | St.Victor's Barb                             | 不明             | 不明             |
| 母 Grey Robinson 1723 芦毛                   | 母の父Bald Galloway 1705 芦毛                | St.Victor's Barb                             | 不明             |                  |
| 母 Grey Robinson 1723 芦毛                   | 母の父Bald Galloway 1705 芦毛                | Grey Whynot                                  | Whynot           | Whynot           |
| 母 Grey Robinson 1723 芦毛                   | 母の父Bald Galloway 1705 芦毛                | Grey Whynot                                  | Royal Mare       |                  |
| 母 Grey Robinson 1723 芦毛                   | 母の母Snake Mare 1713                        | Snake                                        | Lister Turk      | Lister Turk      |
| 母 Grey Robinson 1723 芦毛                   | 母の母Snake Mare 1713                        | Snake                                        | Hautoboy Mare    |                  |
| 母 Grey Robinson 1723 芦毛                   | 母の母Snake Mare 1713                        | Grey Wilkes                                  | Hautboy          | Hautboy          |
| 母 Grey Robinson 1723 芦毛                   | 母の母Snake Mare 1713                        | Grey Wilkes                                  | Pet Mare F-No.11 |                  |